# Rue du Docteur-Escat
La rue du Docteur-Escat est une voie marseillaise en ligne droite située dans le 6e arrondissement de Marseille. 

## Situation et accès
La rue qui mesure 460 mètres de long et 10 mètres de large débute avenue du Prado et se termine rue Breteuil.

## Origine du nom
La rue doit son nom au médecin français Jean Escat (1866-1924), chirurgien urinaire à Marseille où il meurt des suites d'une infection généralisée à la suite d'une opération sur un malade infecté,.

## Historique
La rue est classée dans la voirie de Marseille le 28 avril 1855. Elle est d'abord nommée rue Sainte-Philomène avant de prendre le nom du Docteur Escat par délibération du Conseil municipal du 9 janvier 1925.

## Bâtiments remarquables et lieux de mémoire
Au numéro 77 se trouve la clinique privée Bouchard.